# Turdus falcklandii
El zorzal patagónico (Turdus falcklandii ), también conocido como zorzal patagón o huilque, es una especie de ave paseriforme de la familia Turdidae.

## Distribución geográfica
Habita en el extremo sur de Sudamérica. Desde el sur del desierto de Atacama, hasta Tierra del Fuego.

## Subespecies
Se reconocen tres subespecies de T. falcklandii:
- T. f. magellanicus King, 1831: en el centro y sur de Chile (incluyendo el archipiélago Juan Fernández) y el sur de Argentina.
- T. f. pembertoni Wetmore, 1923: en el sur centro de Argentina (Río Negro y Neuquén).
- T. f. falcklandii Quoy & Gaimard, 1824: endémica de las islas Malvinas.

## Descripción
Mide alrededor de 29 cm. Su cabeza es negra mientras que su cola es gris, con plumas blancas en la parte del vientre. Sus patas son de color amarillo o anaranjado y su pico algo más claro.
Habita en campos, praderas, jardines, plazas y parques de las ciudades.
Comen lombrices, caracoles u otros animales de cuerpo blando y frutos maduros.
Se reproducen entre septiembre y octubre y sus nidos son bastantes grandes de pasto y barro y están a 2 m o más del suelo. Ponen entre 2 a 5 huevos en nidada y son azulados con pintas cafés y rojizas; dimensiones de 31 × 23 mm.

## Comportamiento
Es interesante ver la destreza con que busca y encuentra las lombrices en la tierra, las que constituyen una parte importante de su dieta. Come insectos y caracoles.
Su vuelo es rápido, corto y ondulante. Se lo encuentra tanto en la tierra como en la copa de los árboles.

## Galería

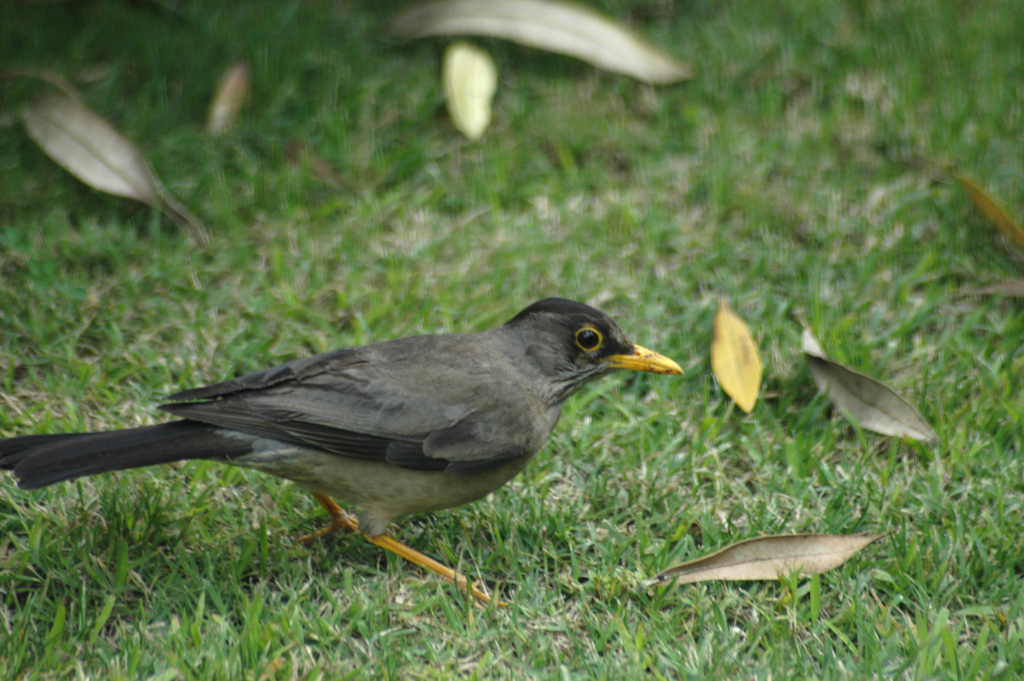
Adulto
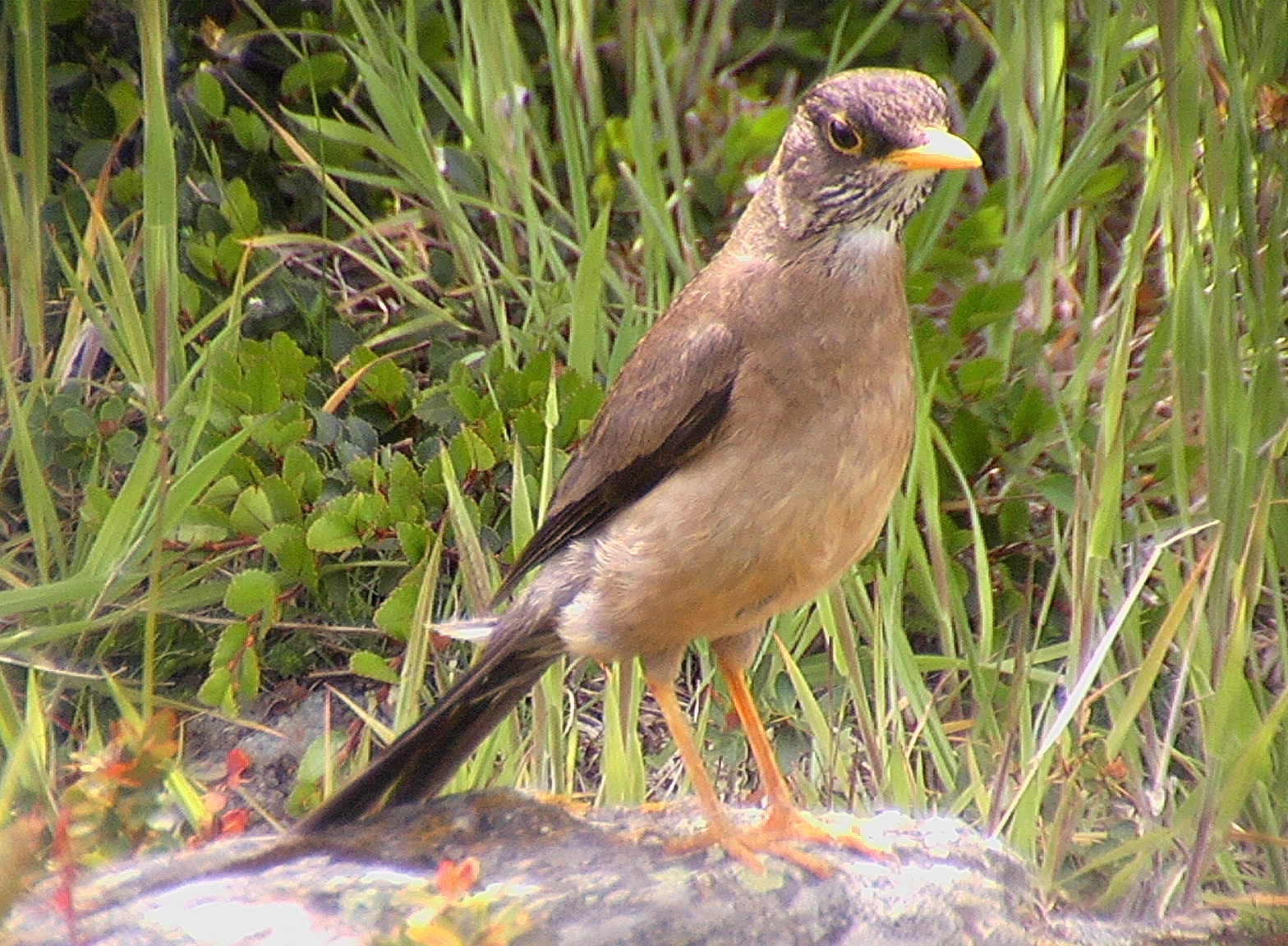
Adulto
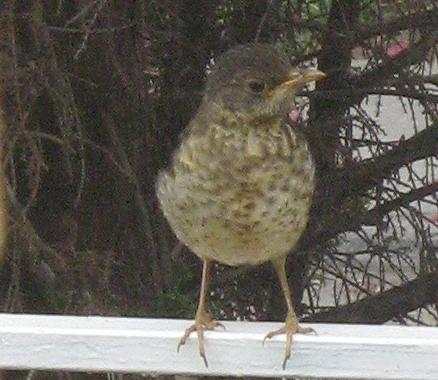
Juvenil
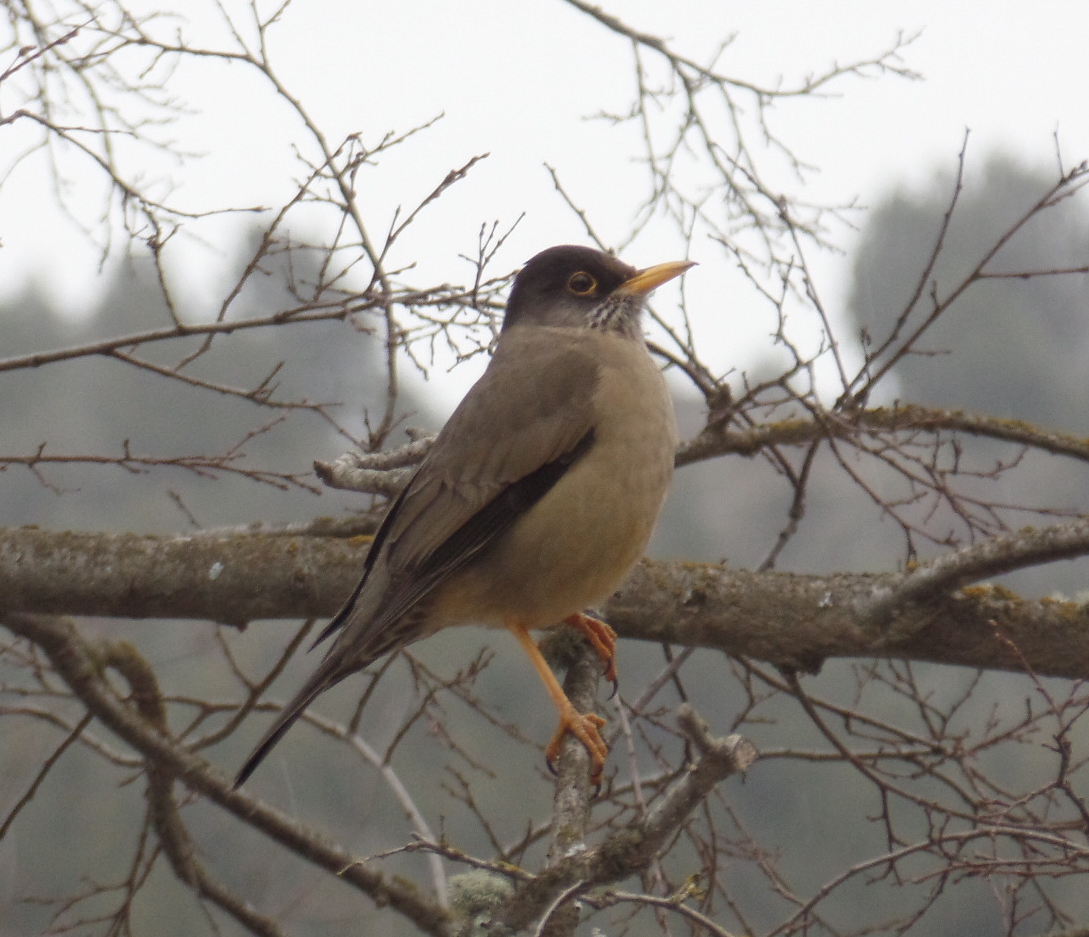
Adulto posado en una rama
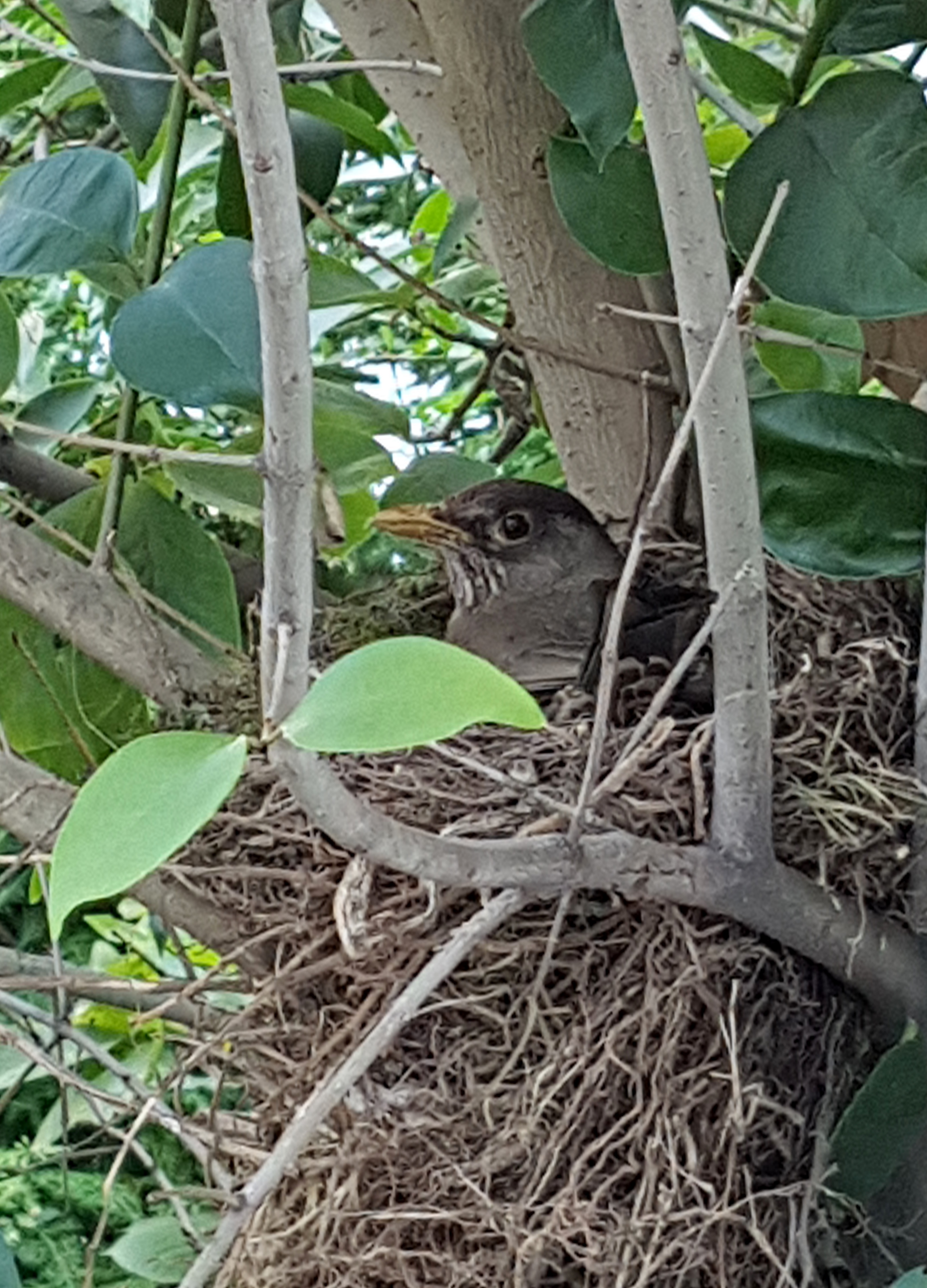
En el nido
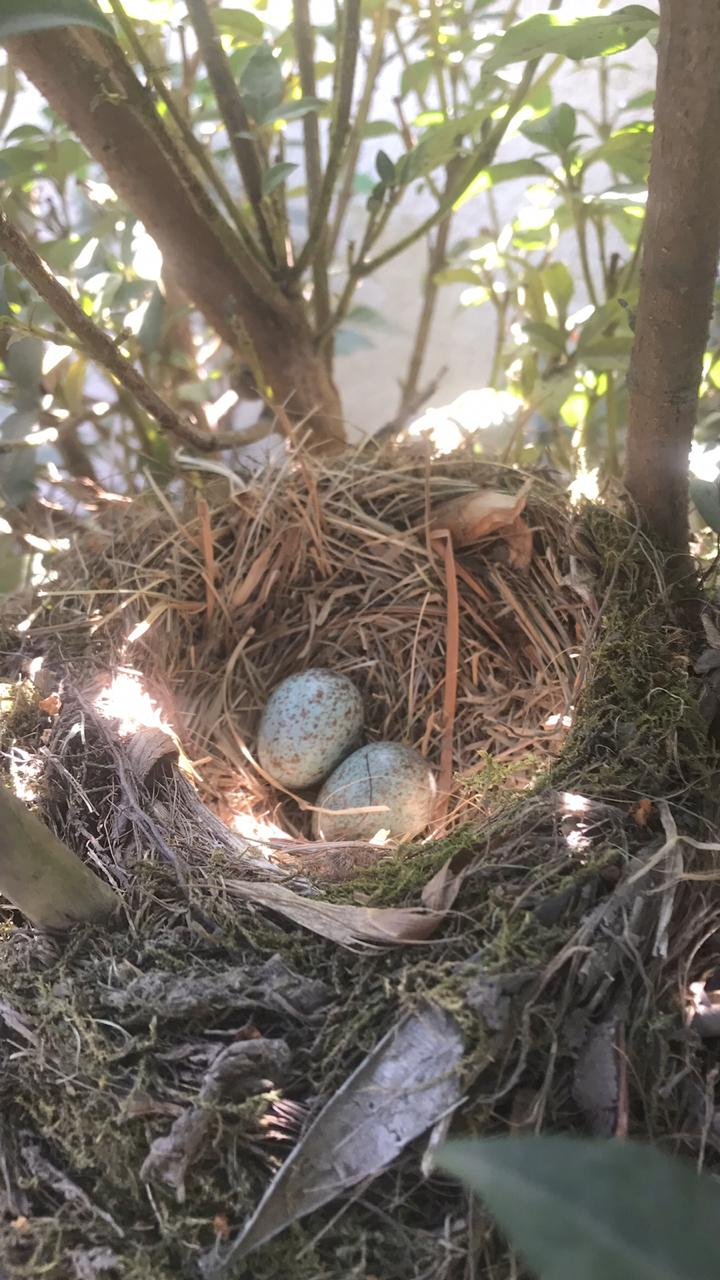